# Црква Светог архангела Гаврила у Ракинцу
Црква Светог Арханђела Гаврила у Ракинцу, месту у општини Велика Плана подигнута је 1875. године и представља непокретно културно добро као споменика културе.

## Архитектура
Црква у Ракинцу је посвећена Светом архангелу Гаврилу, подигнута је заслугом свешеника Милоша Илића. Сазидана је као једнобродна грађевина правоугаоне основе, просторно подељена на наос на који се са источне стране надовезује олтарска апсида и звоник на преслицу изведен изнад западног прочеља цркве. Скромну фасадну декорацију чине профилисани кровни венац, лучна профилација у штуко малтеру изнад прозорских отвора у облику монофора и слепи окулус на западном прочељу. Западни и северни портал посебно су наглашени искакањем из равни зида и извођењем тимпанона у врху.
Олтарски простор од наоса одваја иконостасна преграда изведена у класицистичком духу. Иконе на њој осликао је мајстор скромнијих сликарских могућности, техником уља на дасци. Живопис невеликих уметничких вредности урадио је непознати сликар 1925. године у техници ал секо.
У знак сећања на пале ратнике у ратовима за ослобођење Србије 1912-1918. године, у порти је 1925. године подигнут споменик скулптурално решен у виду балдахина са крстом на врху. Поред овог споменика у порти се налази и надгробни споменик свештеника Милоша Илића, заслужног за подизање цркве.